# Třída Tartu
Třída Tartu (Projekt 1849) byla třída lodí pro sypkou nákladní maďarské konstrukce a postavena. Jedná se o derivát lodi pro sypké náklady projektu 650 (jinak též třída Tissa, v kódu NATO třída Telnovsk), která též pochází z Maďarska. Indonéské námořnictvo v letech 1963-1965 získalo celkem šest jednotek této třídy jako pobřežní zásobovací lodě třídy Talaud. Plavidlo KRI Teluk Mentawai (959) z třídy je stále v aktivní službě.

## Stavba

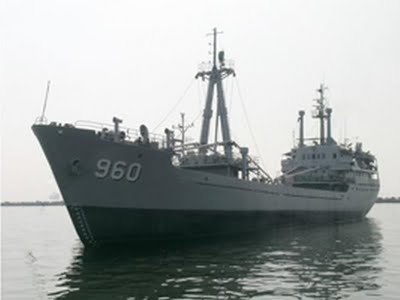
Teluk Karimata (960)

Plavidla postavila pobočka loděnici Angyalföld v Budapešti maďarské společnosti Magyar Hajó- és Darugyár.

## Konstrukce

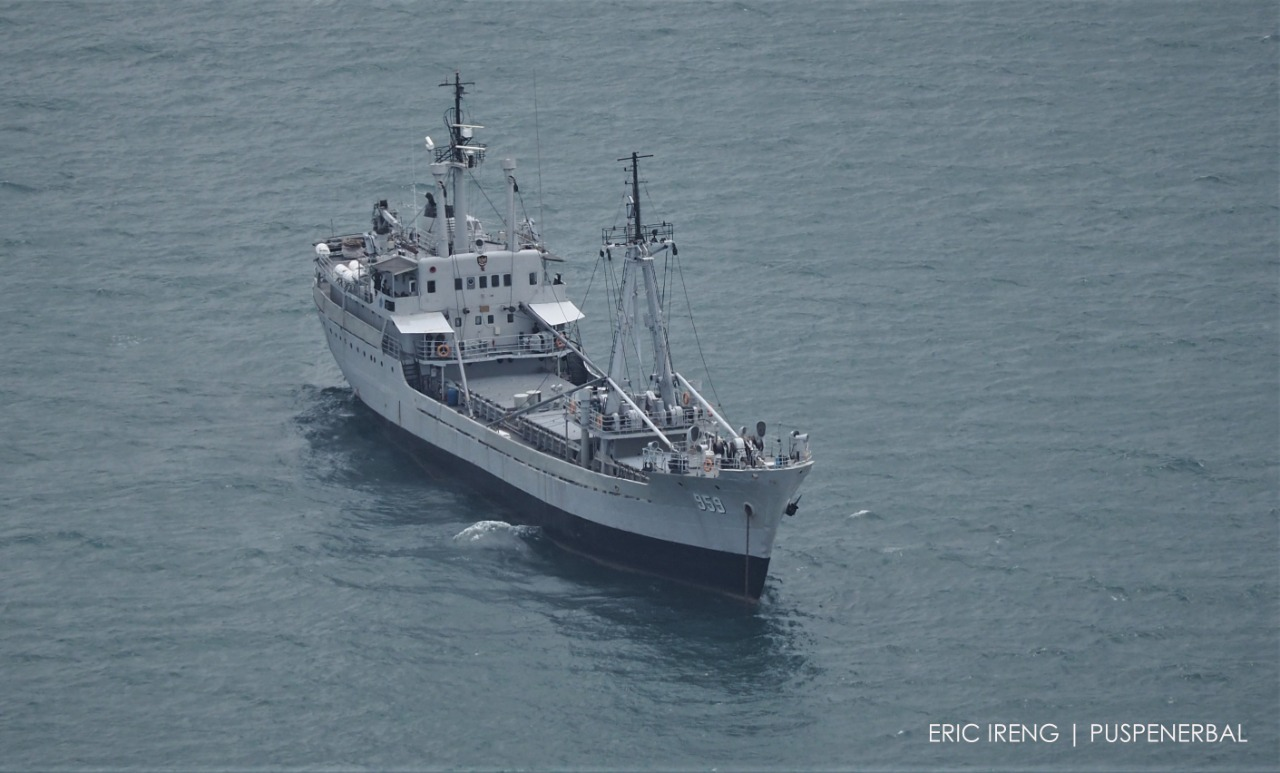
Teluk Mentawai (959)

Plavidlo uneslo až 875 tun nákladu a 11 tun tekutého nákladu. Obrannou výzbroj tvořily čtyři 14,5mm kulomety. Pohonný systém tvořil jeden diesel o výkonu 1000 bhp, pohánějící jeden lodní šroub. Nejvyšší rychlost dosahovala 11 uzlů.